# Xanthostigma corsicum
Xanthostigma corsicum is een kameelhalsvliegensoort uit de familie van de Raphidiidae. De soort komt voor Frankrijk, Italië en Spanje.
Xanthostigma corsicum werd voor het eerst wetenschappelijk beschreven door Hagen in 1867.